# 夏目玲
夏目 玲（なつめ れい、【本名：非公開】12月8日 - ）は、日本の元女優、元モデル。
身長171cm、体重47kg、スリーサイズはB83、W60、H88。射手座。血液型AB型。趣味はスポーツ、詩を書くこと、歩くこと。

## 来歴
- 1986年、「ミス・マルレイナ」コンテスト（日本海事協会主催）で中村あずさに次いで準グランプリを受賞し、芸能活動を始める[3]。
- その後、東日本旅客鉄道（JR東日本）や日本マクドナルド、ロート製薬など数々のテレビCMに出演し[3]、ファッション誌『CanCam』でも活躍[4]。
- 1996年、東映ビデオと週刊プレイボーイの共同企画による誌上オーディションで、投票総数3,325票中984票を集めて東映Vシネマ『XX（ダブルエックス）』シリーズ主演女優に選ばれ、夏目玲として『XX 美しき機能（キリングマシーン）』で女優デビュー。ヘアヌード写真集も発表[2]。以後、オリジナルビデオを中心に活動。
- 2025年現在の活動・消息は一切不明。

## 出演作品

### オリジナルビデオ
- 『XX ダブルエックス 美しき機能（キリングマシーン）』（原作：大沢在昌『烙印の森』、東映ビデオ、1996年）〜主演・シェリル役
- 『嗚呼!! 花の応援団』（「嗚呼!!花の応援団」製作実行委員会、1996年）〜麗華役
- 『Knife ナイフ』（ケイエスエス、1996年）〜主演・長瀬アリナ役、主題歌
- 『獣の領分』（ケイエスエス、1997年）〜麗子役
- 『Women（ウィメン）』（原作：村生ミオ、日活、1997年）〜主演・千秋役
- 『獣の領分2』（ケイエスエス、1997年）〜麗子役
- 『極道戦国史 不動2』（ギャガ・ピクチャーズ、タキコーポレーション、1997年）
- 『極道戦国史 不動3』（ギャガ・ピクチャーズ、タキコーポレーション、1998年）
- 『女教師5』（日活、1998年）〜主演・香奈役
- 『修羅がゆく7　四国烈死篇』（東映ビデオ、1998年）〜エリーのママ役
- 『W・HEAT（ダブルヒート）』（ジュメン、ビームエンタテインメント、1998年）
- 『仁義17 皆殺しの野獣』（日本映像、徳間ジャパンコミュニケーションズ、1998年）
- 『本気!10　残侠篇』（日本映像、徳間ジャパンコミュニケーションズ、1998年）
- 『仮面天使ロゼッタ 漆黒のフレイア』（東宝、1999年）
- 『ザ・ハングマンMISSON-2000』（バップ、1999年〜）ジェーン役（朝日放送（ABCテレビ）製作のテレビドラマとは異なる）
- 『極道三国志4 最後の博徒／血の抗争』（東映Vシネマ、2000年）〜中島洋子役

### 映画
- 『生きたい』（新藤兼人監督、日本ヘラルド映画配給、1999年）〜マッサージの女役
- 『三文役者』（新藤兼人監督、近代映画協会、東京テアトル配給、2000年）〜キスする女役

### テレビドラマ
- 土曜ワイド劇場
  - 『和久峻三法廷サスペンス「京都の芸者弁護士事件簿(1)」覗かれた新妻の秘密・美人ストリップ嬢連続殺人!』（テレビ朝日系、1997年10月11日）〜リリー役
  - 『変装婦警の殺人事件簿（主演：片平なぎさ）』（テレビ朝日系、2000年7月8日）〜岬マヤ役
- ボーダー 犯罪心理捜査ファイル 第8話「インターネットで殺人中継」（1999年1月-3月、読売テレビ）
- ザ・ハングマン MISSION-2000（1999年4月3日、朝日放送）
- 金曜エンタテイメント 京都夢の浮橋殺人事件 あんみつ検事の捜査ファイル（2001年4月20日、フジテレビ）

## 書籍

### 写真集
- 『夏目玲写真集 XX』（平地勲撮影、英知出版、1996年）ISBN 4754211367
- 『GEKISHA in HAWAII』（篠山紀信撮影、小学館、1998年）ISBN 4093945853

### 雑誌（グラビア）
- 『週刊プレイボーイ』1996年6月11日号（集英社、1996年）
- 『週刊アサヒ芸能』1996年7月25日号（徳間書店、1996年）
- 『週刊現代』1996年7月27日号（講談社、1996年）
- 『週刊プレイボーイ』1996年8月13日号（集英社、1996年）
- 『週刊ポスト』1996年8月23・30日号（小学館、1996年）
- 『FLASH』1996年9月3日号（光文社、1996年）
- 『週刊アサヒ芸能増刊 ZOOMBESTフォトスキャンダル』1996年9月30日号（徳間書店、1996年）
- 『Dr.ピカソ』1996年10月号（英知出版・1996年）〜巻頭グラビア
- 『Beppin』No.135・1996年10月号（英知出版、1996年）
- 『デラべっぴん』No.131・1996年10月号（英知出版、1996年）
- 『週刊ポスト』1996年11月1日号（小学館、1996年）〜篠山紀信NewGEKISHA（激写）シリーズNo.53
- 『PHOTOSHOT』Vol.18（英知出版、1996年）
- 『週刊現代』1997年2月15日号（講談社、1997年）
- 『FRIDAY』1997年5月30日号（講談社、1997年）
- 『週刊ポスト』1998年3月27日号（小学館、1998年）〜篠山紀信NewGEKISHA（激写）シリーズ「ハワイで脱いだ美女たち」
- 『FLASH』1998年3月31日・4月7日号（光文社、1998年）
- 『週刊ポスト』1998年12月4日号（小学館、1998年）

## 歌
- 「MoonLight」（作詞・作曲:AMIKA、編曲:山本はるきち、KSSレコード発売、1996年）〜『Knife ナイフ』主題歌